# ريكي ساندرز (لاعب كرة قدم أمريكية)
ريكي ساندرز (بالإنجليزية: Ricky Sanders)‏ هو لاعب كرة قدم أمريكية أمريكي، ولد في 30 سبتمبر 1962 في تمبل في الولايات المتحدة.

## وصلات خارجية
- ريكي ساندرز على موقع مرجع كرة القدم المحترفة.كوم (الإنجليزية)